# Маршан, Иосиф
Иосиф (Жозеф) Марша́н (фр. Joseph Marchand, 17 августа 1803, Пассаван — 30 ноября 1835, Хошимин) — святой Римско-Католической Церкви, священник, миссионер, мученик.

## Биография

Мученичество святого Иосифа Маршана, икона 1860 г.

В 1821 году Жозеф Маршан поступил в семинарию епархии Безансон. В 1828 году после рукоположения в диаконы подал прошение в Парижское общество заграничных миссий, которое занималось распространением католицизма на Дальнем Востоке.
4 января 1829 года был рукоположен во священника и был направлен в католическую миссию в Макао, куда прибыл в марте 1830 года. В 1833 году китайскими властями был издан указ, предписывающий арестовывать всех европейских христианских миссионеров. находясь во Вьетнаме, в 1835 году Жозеф Маршан был арестован во время проведения святой мессы и отправлен в тюрьму, где он повергся жестоким истязаниям и посажен в небольшую клетку. 30 ноября 1835 года Жозеф Маршан был заживо изрезан на куски в Сайгоне.

## Прославление
Иосиф Маршан был беатифицирован 27 мая 1900 года папой Львом XIII и канонизирован 19 июня 1988 года папой Иоанном Павлом II в составе группы 117 вьетнамских мучеников.
День памяти в католической Церкви — 24 ноября.